# Charles Manners (6e duc de Rutland)
Pour les articles homonymes, voir Charles Manners.
Charles Cecil John Manners, 6e duc de Rutland (16 mai 1815 - 3 mars 1888 à Belvoir Castle), appelé marquis de Granby avant 1857, est un homme politique conservateur anglais.

## Biographie
Il est le troisième mais l'aîné des fils survivants de John Manners (5e duc de Rutland) et d'Elizabeth Howard, fille de Frederick Howard, 5e comte de Carlisle. John Manners (7e duc de Rutland) et George Manners sont ses frères cadets. Il fait ses études au Collège d'Eton et au Trinity College, à Cambridge, et obtient une maîtrise en 1835 .

## Carrière politique
Entré en politique en tant que député de Stamford en 1837, Manners est reconnu comme un protectionniste volubile, sinon particulièrement doué. Il occupe brièvement le poste de gentilhomme de la chambre du Prince Albert de 1843 à 1846. À la suite de la démission de George Bentinck du poste de chef du parti conservateur à la Chambre des communes au début de 1848, Granby en est devenu leader le 10 février 1848, Benjamin Disraeli étant inacceptable pour Lord Derby, chef de file du parti majoritaire. Granby démissionne le 4 mars 1848, se sentant inadéquat au poste, et le parti fonctionne sans un véritable chef à la Chambre des communes pendant le reste de la session parlementaire.
Au début de la session suivante, les affaires sont gérées par le triumvirat Granby, Disraeli et JC Herries. Cet arrangement confus prend fin avec la démission de Granby en 1851. Il refuse également de rejoindre le premier ministère Derby en 1852 et est nommé Lord Lieutenant du Lincolnshire à la place. Granby devient duc de Rutland à la mort de son père en 1857. Il est fait chevalier de la jarretière en 1867. Il succède également à son père en tant que Lord Lieutenant du Leicestershire, poste qu'il occupe jusqu'à sa mort, le 4 mars 1888  à l'âge de 72 ans.

## Vie privée
Rutland ne s'est jamais marié. Il développe une passion pour Mary Anne Ricketts, plus tard Lady Forester, mais son père interdit le mariage aux deux. Il est également dévoué à Lady Miles, épouse de Philip Miles et scandalise la société en lui laissant son yacht, Lufra, dans son testament. Il a été remplacé comme duc par son frère John . 